# Andrzej Panufnik
Andrzej Panufnik (n. 24 septembrie 1914, Varșovia - d. 27 octombrie 1991, London) – compozitor și dirijor polonez.
1. 1 2  Andrzej Panufnik, Find a Grave, accesat în 9 octombrie 2017
2. 1 2  Autoritatea BnF, accesat în 10 octombrie 2015
3. 1 2  Sir Andrzej Panufnik, Musicalics
4. 1 2  „Andrzej Panufnik”, Gemeinsame Normdatei, accesat în 28 aprilie 2014
5. ↑  Andrzej Panufnik, SNAC, accesat în 9 octombrie 2017
6. ↑  „Andrzej Panufnik”, Gemeinsame Normdatei, accesat în 15 decembrie 2014
7. ↑  Andrzej Panufnik, Gran Enciclopèdia Catalana
8. ↑  Encyclopedia.com
9. ↑  CONOR.SI[*] Verificați valoarea |titlelink= (ajutor)